# Eurípides d'Atenes
Eurípides (en llatí Euripides, en grec antic Εὐριπίδης) fou un poeta tràgic atenenc, que Suides menciona, i diu que era anterior al més famós Eurípides. Va ser l'autor de dotze tragèdies de les quals dues van guanyar un premi.